# Дидык, Лидия Александровна
Лидия Александровна Дидык (8 августа 1934 — 22 декабря 2012) — передовик советского сельского хозяйства, заведующая молочнотоварной фермой колхоза имени Калинина Котовского района Одесской области, Герой Социалистического Труда (1971).

## Биография
Родилась в 1934 году в Тамбовской области в русской семье.
Трудилась слесарем-сборщиком на заводе в Севастополе. Вышла замуж за моряка и после его увольнения из армии, уехали жить в Котовский район Одесской области. Жили в селе Большой Фонтан, работала дояркой в колхозе имени Калинина. Поэтапно увеличивала производственные результаты. К 1962 году надои от каждой коровы в её группе составили 4000 килограммов молока. Была назначена заведующей фермой. Под её руководством на ферме внедрена механизированная дойка коров. Количество коров увеличилось вдвое.
Указом Президиума Верховного Совета СССР от 8 апреля 1971 года за получение высоких показателей в сельском хозяйстве и рекордные показатели в животноводстве Лидии Александровне Дидык было присвоено звание Героя Социалистического Труда с вручением ордена Ленина и медали «Серп и Молот».
Продолжала трудиться на должности заведующей фермой. Избиралась делегатом XXIII съезда КПСС.
Проживала в селе Большой Фонтан. Умерла 22 декабря 2012 года. Похоронена на местном кладбище.

## Награды
За трудовые успехи была удостоена:
- золотая звезда «Серп и Молот» (08.04.1971)
- орден Ленина (08.04.1971)
- Орден Трудового Красного Знамени (22.03.1976)
- другие медали.